# П'єр-Сен-Мартен
П'єр-Сен-Мартен (фр. Gouffre de la Pierre-Saint-Martin) — печера в Атлантичних Піренеях, на кордоні Франції і Іспанії (7 входів на французькій території і 4 — на іспанській). Печера свого часу була якнайглибшою у світі (1953—1954 і 1966—1979 роки). На сьогодні її глибина 1408 м, при сумарній протяжності ходів понад 80 км.

## Історія досліджень
Масив вивчали Юджин Фурньє і Едуард Мартель, але популярність він здобув, коли в 1950 році Жорж Лепіне відкрив провалля, пізніше назване його ім'ям — перший із входів до системи П'єр-Сен-Мартен.
У 1951 році в прірву глибиною 320 м (якнайглибший у світі колодязь на той момент) спустилися Жорж Лепіне, Марсель Лубан, Гарун Тазієв під керівництвом бельгійського фізика Макса Козінса.
У 1952 році проводиться масштабна експедиція, але на самому її початку через неполадки з лебідкою, встановленою біля входу для підйому учасників, у вхідному колодязі печери розбивається Марсель Лубан. Його тіло було поховане на дні прірви, і витягнуте через лише 2 роки.
У 1953 році спелеологи з Ліона відкривають величезний зал Верна (255 × 245 × 180 м³), найбільший на момент відкриття у світі. Досягнута глибина − 734 м Печера стає якнайглибшою у світі, але вже через рік цей титул на багато років перехопить прірва Берже.
У 1954 році Бідеган, Кастере, Лабері, Лепіне, Маєрі, Мауер відкривають Тунель Вітру (Tunnel du Vent), в якому вітер дме зі швидкістю до 40 км/год.
Компанія EDF у 1955—1956 роках пробиває кілометровий тунель до залу Верна для того, щоб перехопити підземну річку для потреб вироблення електроенергії. Проект був покинутий і забутий на багато років.
У 1962 році іспанські спелеологи (кер. Хуан Сан Мартін) здійснюють складне технічне сходження в залі Верна, і відкривають продовження, досягнуто глибини − 845 м. Слідом за іспанцями англійські спелеологи долають кілометровий рубіж глибини (− 1006 м).
У 1966 році було засновано міжнародну асоціацію (l'Association pour la recherche spéléologique internationale de la Pierre Saint-Martin) для координації досліджень масиву П'єр-Сен-Мартен. У тому ж році, після з'єднання з печерою Gouffre de la Tête Sauvage П'єр-Сен-Мартен знову стає якнайглибшою печерною системою світу (− 1171 м).
До 1973 року, після приєднання цілої серії печер з більше високорозташованими входами (M-3, M-13, SC-3) глибина системи досягає − 1332 м.
У 1979 році печера в поступається першістю з глибини французькій печері Жан-Бернар, що набрала глибину − 1358 м.
У 1982 році глибина П'єр-Сен-Мартен збільшується до − 1342 м.

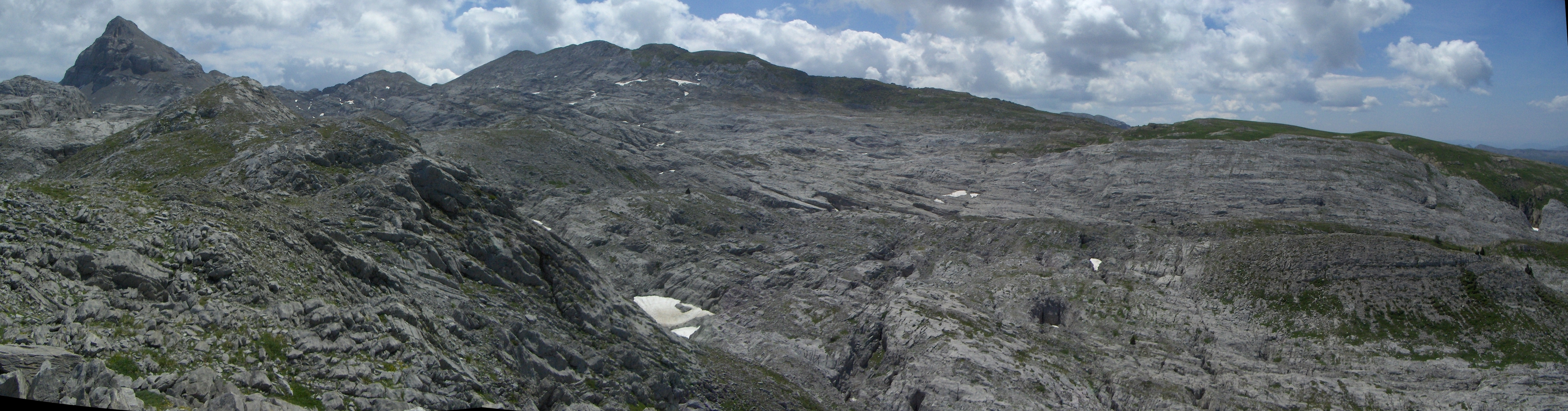
П'єр Сен-Мартен

У 2006 році реанімується проект ГЕС, довелося пробити новий тунель завдовжки 600 м, оскільки старий був виконаний з помилками. Проект був переданий компанії SHEM (Société Hydro Électrique du Midi), колишня філія SNCF. Водозабір цього разу був організований вище за зал Верна. Гідроелектростанція потужністю 4 МВт вступила в лад 4 квітня 2008 року.
6 серпня 2008 року печера Gouffre des Partages (M. 413) з'єдналася з П'єр-Сен-Мартен, глибина системи становить 1410 м при довжині 80200 м.